# Am Amboß des Glücks
Am Amboß des Glücks ist ein deutsches Stummfilmdrama aus dem Jahre 1916 von Emerich Hanus mit Friedrich Zelnik in der Hauptrolle.

## Handlung
Millionär von Hoven wird von vielen beneidet, besitzt er doch scheinbar alles, was man sich wünscht. Er wohnt in einem Schloss, wird von den Frauen umschwärmt und gilt selbst unter Kunstkennern als guter Maler. Mit der Baronin Lydia hat er auch noch eine angesehene Frau an seiner Seite, die aber offensichtlich seine Millionen mehr liebt als ihn selbst. Trotz dieses scheinbaren Glücks hat von Hoven ein Problem. Die sein Leben bestimmende Reizüberflutung und Sättigung beginnen ihn schwer zu langweilen und haben ihn träge werden lassen. Er sucht einen Kick, der seinem Leben neuen Antrieb geben könnte. Auch neigt er im Angesicht seiner ökonomischen Sicherheit dazu, sich ein Benehmen herauszunehmen, das nicht mehr angemessen ist. So schlägt er eines Tages aus purem Übermut seinem Stubenmädchen Lisbeth das Serviertablett aus der Hand. Doch die junge Frau ist nicht gewillt, dieses Verhalten kommentarlos hinzunehmen, und kündigt sofort ihre Stelle. Hoven, der eine solche Reaktion nicht kennt, versucht, obwohl er im tiefsten Innern sein Fehlverhalten einsieht, die Reaktion der kleinen Angestellten ins Lächerliche zu ziehen.
Graf René, sein bester, soeben von einer langen Reise heimgekehrter Freund, betrachtet mit großem Missbehagen die innere Wandlung von Hovens. Bald scheint dessen Verhalten auch psychosomatische Folgen zu entwickeln. Es geht dem Millionär gesundheitlich immer schlechter. René ist bereit, seinem Freund zu helfen, aber nur wenn dieser ihm eine Generalvollmacht ausstellt, die diesem ermöglicht, Hoven in allen Angelegenheiten zu vertreten und auch Zugang zu all seinen Konten verschafft. Hoven denkt kurz nach und stimmt schließlich zu. Der Millionär ist jedoch zutiefst überrascht, als René ihn am folgenden Abend vor Gästen auffordert, sein eigenes Haus sofort zu verlassen, da er dieses für sich selbst benötigen würde. Vom Verrat des „Freundes“ überrascht und zutiefst schockiert, landet Hoven nunmehr in Armut und lernt kennen, was Not wirklich bedeutet. Hoven begibt sich zu seinem Anwalt, doch dieser erklärt ihm, dass Renés Verhalten juristisch betrachtet völlig in Ordnung und unwiderruflich hinzunehmen sei. Auch Hovens Versuch, ein eigenes Gemälde für 5000 Mark zu verkaufen, um wenigstens die größte Not zu lindern, schlägt fehl. Als seinen letzten Rettungsanker sieht er nur noch seine Verlobte Lydia, doch die weist ihn jetzt, wo er arm wie eine Kirchenmaus ist, schnöde zurück.
Hoven ist völlig ratlos und irrt ohne Ziel durch die Straßen. Eines Tages gelangt er zu einer Waldschmiede. Der Schmied erweist sich als gutmütiger Geselle, der gut zuhören kann und ihn moralisch wieder aufbaut. Er solle mehr Vertrauen in seine eigenen Kräfte entwickeln, meint der Handwerker, und stellt Hoven als seinen Gesellen ein. Hoven stürzt sich in die Arbeit und fällt abends todmüde ins Bett. Auch die Tochter des Schmieds, die er einst als Stubenmädchen bei sich eingestellt und anschließend so unangemessen behandelt hatte, trifft er dort wieder, und zwischen beiden entspinnen sich zarte Bande. Von Hoven bittet den Schmied um die Hand seiner Tochter, und der willigt ein. Strahlend verlässt das junge Paar die Kirche und steigt in eine Kutsche ein, die beide in ihr neues, bescheidenes Heim bringen soll. Doch die Kutsche fährt in eine völlig andere Richtung und hält vor dem Schloss. Hoven ist völlig überrascht und staunt noch mehr, als er den Kutscher erkennt: es ist niemand anderes als Graf René. Er heißt das Paar herzlich willkommen und führt es in den großen Saal, wo schon längst all seine Freunde und Bekannte auf ihn warten. René zerreißt coram publico die Vollmacht und erinnert von Hoven daran, dass er in Zukunft erkennen möge, das wahre vom falschen Glück zu unterscheiden.

## Produktionsnotizen
Am Amboß des Glücks passierte die Filmzensur am 8. November 1916, erhielt Jugendverbot und wurde wohl im darauf folgenden Monat oder im Januar 1917 uraufgeführt. Der Vierakter war 1460 Meter lang.
Manfred Noa sorgte für die Filmbauten.
Die hier entwickelte Grundidee vom reichen, übersättigten und gelangweilten Millionär, der sich zu einem Ekel entwickelt hat und von einem ihm wohlmeinenden Menschen mittels einer Schocktherapie wieder auf den richtigen Weg zurückgebracht wird, wurde 80 Jahre später erneut zu einem Film gestaltet: der Hollywood-Produktion The Game mit Michael Douglas (als moderner von Hoven) und Sean Penn (als moderner Graf René, hier als Douglas’ jüngerer Bruder).

## Kritik
„In diesem hervorragend guten Film, der sich durch eine Handlung auszeichnet, die nach einem hohen sittlichen Maßstabe bewertet zu werden verdient … staunen wir über die schauspielerische Leistung Zelniks, der infolge seiner vielseitigen Begabung in die Reihe der besten Darsteller gestellt werden kann. Neben der  brillanten Darstellung und der literarisch wertvollen Handlung ist aber auch noch die Regie hervorzuheben, die in diesem Film ein Werk bester und modernster Technik geschaffen hat.“